# تروي ديفيس
تروي ديفيس (بالإنجليزية: Troy Davis) هو لاعب كرة قدم أمريكية ولاعب كرة القدم الكندية أمريكي، ولد في 14 سبتمبر 1975 في ميامي في الولايات المتحدة.

## وصلات خارجية
- تروي ديفيس على موقع مرجع كرة القدم المحترفة.كوم (الإنجليزية)
- تروي ديفيس على موقع كلية كرة القدم في سبورتس رفرنس.كوم (الإنجليزية)
- تروي ديفيس على موقع قاعة آيوا للمشاهير الرياضية (الإنجليزية)